# هارون وايت
هارون وايت (بالإنجليزية: Aaron White)‏ هو كاتب سيناريو أمريكي، ولد في 1980 في إنغليووود في الولايات المتحدة.